# Coluber andreanus
Coluber andreanus este o specie de șerpi din genul Coluber, familia Colubridae, descrisă de Werner 1917. A fost clasificată de IUCN ca specie cu risc scăzut. Conform Catalogue of Life specia Coluber andreanus nu are subspecii cunoscute.